# Herman Sijmons
Hermanus Franciscus Sijmons (Amsterdam, 26 december 1881 - Vreeland, 2 februari 1961) was een Nederlands architect.

## Leven en werk
Sijmons werd geboren te Amsterdam als zoon van Hermanus Franciscus Sijmons sr. en Alida Geertruida Numan. Hij huwde in 1904 met Huberta Margaretha Regenboog. Hij was een oom van architect Karel Sijmons. In 1916 vestigde hij zich in het Gooi.
Sijmons ontwierp onder andere enkele Amsterdamse woonwijken en kerkgebouwen in Amsterdam, Bussum, Hengelo en Rotterdam. Sijmons liet zich veel inspireren door de stijl van Frank Lloyd Wright.
Sijmons ontwierp in 1937 de Villa Arioso in Amersfoort in opdracht van A. Sulzer. De villa is een duidelijke vorm van het Zakelijk Expressionisme. De architectuur van het pand toont verwantschap met werk van Wright en Willem Dudok. In 1948 ontwierp de architect het monument voor de gevallenen in de Tweede Wereldoorlog in Blaricum. Dit beeld werd vervaardigd door John Rädecker.
Sijmons is ook voorzitter geweest van de Kring Hilversum van de Bond van Nederlandse Architecten, en van de Gemeentelijke Schoonheidscommissie Hilversum en lid van diverse schoonheidscommissie in 't Gooi.
Sijmons woonde zijn laatste levensjaren in Vreeland waar hij in 1961 overleed. Hij ligt begraven op de algemene begraafplaats aldaar.

## Lijst van bouwwerken
- De lijst is nog niet compleet

| Bouw | Naam                                        | Plaats     | Bijzonderheden                           | Afbeelding |
| ---- | ------------------------------------------- | ---------- | ---------------------------------------- | ---------- |
| 1916 | Huize 'De Helm'                             | Overveen   |                                          |            |
| 1918 | 2 dubbele woonhuizen                        | Huizen     | i.s.m. Theo Rueter                       |            |
| 1919 | Kerk voor de Hersteld Apostolische Gemeente | Bussum     | Tegenwoordig synagoge                    |            |
| 1920 | Nieuw Apostolische kerk                     | Amsterdam  |                                          |            |
| 1921 | Apotheek "Emma"                             | Hilversum  | i.s.m. Theo Rueter                       |            |
| 1922 | Complex middenstandswoningen                | Hilversum  |                                          |            |
| 1922 | Basisschool De Scheper                      | Laren      |                                          |            |
| 1923 | Woonhuis met kantoor                        | Bergen     |                                          |            |
| 1925 | Villa De Oogst                              | Amersfoort |                                          |            |
| 1926 | Muziektent                                  | Blaricum   |                                          |            |
| 1927 | Winkel met woonhuizen                       | Bussum     |                                          |            |
| 1930 | Kerk voor de Hersteld Apostolische Gemeente | Bussum     | Tegenwoordig Vrije Evangelische Gemeente |            |
| 1930 | Woonhuis                                    | Blaricum   |                                          |            |
| 1937 | Villa Arioso                                | Amersfoort |                                          |            |
| 1948 | Oorlogsmonument                             | Blaricum   | i.s.m. Anton Rädecker                    |            |
| 1958 | Christelijke Gereformeerde Kerk             | Naarden    |                                          |            |